# 빅 마마 하우스
《빅 마마 하우스》(영어: Big Momma's House)는 2001년에 개봉한 미국의 범죄 코미디 영화이다.
속편 《빅 마마 하우스 2: 근무 중 이상무》(2006)와 《빅 마마 하우스 3: 라이크 파더, 라이크 선》(2011)으로 이어진다.

## 출연진
- 마틴 로런스 - 맬컴 터너 역
- 니아 롱 - 셰리 피어스 역
- 자샤 워싱턴 - 트렌트 피어스 역
- 폴 지어마티 - 조너선 “존” 맥스웰 요원 역
- 테런스 하워드 - 레스터 베스코 역
- 앤서니 앤더슨 - 놀런 역
- 엘라 미첼 - 해티 메이 “빅 마마” 피어스 역
- 필리스 애플게이트 - 세이디 역
- 제시 메이 홈스 - 어더 패터슨 양 역
- 티시나 아널드 - 리사 역
- 옥타비아 스펜서 - 트와일라 역
- 세드릭 디 엔터테이너 - 목사 역
- 칼 라이트 - 벤 롤리 역
- 앨디스 호지 - 트렌트를 농구장에서 쫓아내는 10대 역

## 우리말 녹음
SBS 성우진 (2005년 2월 25일)
- 김영선 - 맬컴 터너(마틴 로런스)
- 서혜정 - 셰리 피어스(니아 롱)
- 장광 - 존(폴 지어마티)
- 우정신 - 트렌트 피어스(자샤 워싱턴)
- 이병식 - 레스터 베스코(테런스 하워드)
- 윤복성 - 놀런(앤서니 앤더슨)
- 성선녀 - 해티 메이 피어스/빅 마마(엘라 미첼)
- 노민 - 벤 롤리(칼 라이트)
- 강연숙 - 세이디(필리스 애플게이트)
- 송두석 - FBI 국장
- 기경옥 - 날씬한 패터슨(제시 메이 홈스)
- 김지영 - 뚱뚱한 패터슨
- 변현우 - 권총 브로커